# Oscar Beringer
Pour les articles homonymes, voir Beringer.
Oscar Beringer, né le 14 juillet 1844 et mort le 21 février 1922, est un pianiste et professeur anglais d'origine allemande.

## Biographie
Oscar Beringer est né à Furtwangen dans la Forêt-Noire, mais en 1849, il s'installe à Londres lorsque son père devient réfugié politique. En raison de sa pauvreté, il fut en grande partie autodidacte (apprenant des leçons de sa sœur sur un piano emprunté) jusqu'à l'âge de 19 ans, mais fait plusieurs apparitions en tant que pianiste soliste aux concerts du samedi du Crystal Palace en 1859-1860.
À l'âge de 19 ans, Beringer commence une vraie formation en devenant élève d'Ignaz Moscheles à Leipzig et de Carl Tausig à Berlin. En 1869, il est nommé professeur à la Schule des höheren Clavierspiels de Tausig à Berlin, mais il retourne à Londres en 1871. En 1873, il crée l'Académie Oscar Beringer pour le développement supérieur du jeu de piano-forte, initialement dans une petite maison de Great Marlborough Street, puis au 12 Hinde Street près de Manchester Square, et plus tard au 40 Wigmore Street à Londres. Elle est organisée sur le modèle de l'école de Tausig. À partir de 1885, il est également professeur à la Royal Academy of Music. Bien qu'elle soit une réussite, l'Académie Oscar Beringer ferme ses portes en 1897.
Le 14 octobre 1882, il est le soliste du Deuxième Concerto pour piano de Brahms pour sa première représentation en Angleterre, et il est également le premier à interpréter le Concerto pour piano en sol mineur op. 33 en Angleterre, au Crystal Palace le 13 octobre 1883. En plus de jouer et d'enseigner, Beringer est également compositeur, principalement de pièces pour piano pédagogiques. Ses Daily Technical Studies for Pianoforte (« Études techniques quotidiennes pour piano-forte ») sont publiées pour la première fois en 1889. Mais il y a aussi des œuvres de concert, dont un Andante et Allegro pour piano et orchestre (exécutés en 1880), six sonatines pour piano (publiées en 1894) et quelques chansons.
Parmi les élèves de Beringer se trouvent Hubert Bath, Herbert Fryer, Katharine Goodson, Violet Gordon-Woodhouse, Adolph Hallis, Cécile Hartog, Lionel Wendt et Walter Wesché (en). Il écrit Fifty Years' Experience of Pianoforte Teaching and Playing (« Cinquante ans d'expérience dans l'enseignement et le jeu du piano-forte ») en 1907. Il a également été directeur de la Société Philharmonique.

### Vie privée
Il épouse la dramaturge, directrice de théâtre, romancière et commentatrice d'origine américaine Aimée Daniell (en) en 1873. Son nom professionnel est Mme Oscar Beringer. Parmi leurs cinq enfants se trouvent les actrices Esme Beringer et Vera Beringer (en), qui sont toutes deux apparues dans des productions des pièces de leur mère. Leur fils Guy Beringer est journaliste. Aimée est morte en 1936.